# Liste des cours d'eau du Rio Grande do Norte
Liste des principaux cours d'eau de l'État du Rio Grande do Norte, au Brésil.
- Rio Apodi

- Rio dos Cavalos
- Rio Ceará-Mirim
- Rio Curimataú

- Rio Jacu
- Rio Japi
- Rio Jundiá

- Rio Maxaranguape
- Rio Mossoró

- Rio Parau
- Rio Piranhas ou Açú
- Rio Pitimbú
- Rio Potenji ou Potengi
- Rio Punaú

- Rio Seridó

- Rio Trairi

- Rio Umbuzeiro